# Сявал-Сірма
Сява́л-Сі́рма (рос. Сявал-Сирма, чув. Çавал Çырма) — присілок у складі Красноармійського району Чувашії, Росія. Входить до складу Чадукасинського сільського поселення.
Населення — 49 осіб (2010; 68 у 2002).
Національний склад:
- чуваші — 100 %